# Styrax rufopilosus
Styrax rufopilosus är en storaxväxtart som beskrevs av B.K.K. Svengsuksa. Styrax rufopilosus ingår i släktet Styrax och familjen storaxväxter. Inga underarter finns listade i Catalogue of Life.